# Slobozia (Argeș)
Pour les articles homonymes, voir Slobozia.
Slobozia est une commune du județ d'Argeș en Roumanie.